# Kiskunhalas
Kiskunhalas è una città dell'Ungheria situato nella contea di Bács-Kiskun, nell'Ungheria meridionale di 28 997 abitanti (dati 2009)

## Società

### Evoluzione demografica
Secondo i dati del censimento 2001 il 94,9% degli abitanti è di etnia ungherese, il 3,9% di etnia rom

## Amministrazione

### Gemellaggi
- Sfântu Gheorghe, Romania
- Kanjiža, Serbia
- Kronach, Germania
- Nowy Sącz, Polonia